# Дельта-легирование
Дельта-легирование англ. delta-doping или англ. δ-doping — внедрение тонкого легированного слоя в полупроводниковые кристаллы, выращенные эпитаксиальными методами. Для внедрения легирующей примеси процесс роста останавливают и запускают газ с примесью. Толщина слоя составляет порядка 1 нм. Типичным примером δ-легирования является кремний (n-тип примеси) и бериллий (p-тип примеси) в GaAs/AlGaAs гетероструктурах с двумерным электронным газом (ДЭГ). Дельта-слой отделён от ДЭГ нелегированной областью называемой спейсером. В таких структурах можно получить ДЭГ с более высокой подвижностью, чем в однородно легированных полупроводниках. Это происходит благодаря увеличению расстояния между рассеивающими центрами и ДЭГ. Концентрация ДЭГ также будет зависеть от размера спейсера. Чем он больше тем меньше электронов перейдёт в квантовую яму. Располагая дельта-слой в короткопериодической сверхрешётке GaAs/AlGaAs можно увеличить концентрацию и при этом сохранить высокую подвижность носителей тока.